# Степнянка
Степнянка — посёлок в Первомайском районе Оренбургской области России. Входит в состав муниципального образования Соболевский сельсовет.

## История
В 1966 г. Указом Президиума ВС РСФСР посёлок масло-казеиновой фабрики переименован в Степнянка.

## Население
| 2010 |
| ---- |
| 155  |